# John Carpenter
John Howard Carpenter (Carthage, Nueva York, 16 de enero de 1948), conocido artísticamente como John Carpenter, es un director de cine, guionista y compositor de bandas sonoras estadounidense. Es calificado, junto con David Cronenberg y Wes Craven, como uno de los realizadores del género de terror más importantes, especialmente en las décadas de 1970 y 1980.
En su filmografía se hallan películas que han obtenido grandes éxitos de taquilla como Halloween (1978), The Fog (La niebla) (1980) o Starman (1984). También ha dirigido influyentes títulos como Escape from New York (1997: Rescate en Nueva York) (1981), The Thing (La Cosa) (1982), Big Trouble in Little China (Golpe en la pequeña China) (1986) o They Live (Están vivos) (1987). A lo largo de su trayectoria ha obtenido 22 premios, incluyendo los Saturn o los del Festival de Cannes y Sitges, además de otras 20 nominaciones.

## Biografía

### Primeros años
John Carpenter nació en Carthage (Nueva York), hijo de Milton Jean y Howard Ralph Carpenter, un profesor de música. Se muda con su familia a Bowling Green (Kentucky) en 1953. Siendo un niño empieza su fascinación por las películas, en particular los westerns de Howard Hawks y John Ford, como también por las películas de terror de bajo presupuesto, como The Thing from Another World y las de ciencia ficción de gran presupuesto como Forbidden Planet.

"Adoraba las películas de monstruos cuando era niño, pero desgraciadamente, ahora todo son superhéroes. Muchos de mis personajes no son los más molones de la sala, son los perdedores, la clase obrera."
John Carpenter (Valencia Plaza, 2019) 

Pronto comienza a rodar cortometrajes en 8 mm (Revenge of the Colossal Beast, Gorgo vs. Godzilla, Terror from Space y Sorcerers from Outer Space) antes de entrar en la escuela secundaria. Fue a la Western Kentucky University, en donde su padre presidía el departamento musical, y luego se trasladó a la University of Southern California's School of Cinematic Arts en 1968. Sin embargo no finalizó sus estudios para así poder realizar su primera película Dark Star (1974).

### Películas de estudiante y Oscar
En un curso para principiantes de cine en la USC Cinema en 1969 Carpenter escribe y dirige un corto de 8 minutos Captain Voyeur. El corto sería redescubierto en los archivos de la universidad en 2011 y resulta interesante ya que releva elementos que aparecerían en su posterior película Halloween (1978).
Al año siguiente colaboró con el productor John Longenecker como coguionista, montador y compositor de The Resurrection of Broncho Billy (1970) que obtuvo el Óscar al mejor cortometraje. El cortometraje fue ampliado a 35 mm, se realizaron sesenta copias, y la película fue estrenada en cines por Universal Studios durante dos años en Estados Unidos y Canadá.

### Años 1970: De películas de estudiante al cine profesional
Su primer largometraje, Dark Star (Estrella oscura) (1974), fue una comedia de humor negro en el género de la ciencia ficción, coescrita con Dan O'Bannon quien posteriormente fuera el guionista de Alien (1979) película que adaptaba libremente gran parte de Dark Star al terror. Con un presupuesto de 60.000 dólares el proceso de rodaje fue difícil, ya que tanto Carpenter como O'Bannon completaron la película asumiendo varios roles, con Carpenter haciendo la partitura musical, la escritura, producción y dirección, mientras que O'Bannon actuó en la película e hizo los efectos especiales. Estos llamaron la atención de George Lucas, quien lo contrató para hacer un trabajo sobre los efectos especiales de Star Wars. El trabajo de Carpenter tampoco pasó desapercibido en Hollywood: estaban maravillados de sus habilidades creativas y cinematográficas dentro de los límites de un presupuesto muy reducido.

"En realidad es un meritorio homenaje a un género con el que Carpenter creció y por el que siente un gran cariño y admiración. Tampoco es cuestión de ver en Dark Star una gran película. No lo es. Es un filme de factura correcta que presenta el gran talento narrativo de su máximo responsable, que divierte y que es toda una declaración de principios y de coraje"
Adrián Massanet (Espinof, 2011) 

Su siguiente película fue Assault on Precinct 13 (Asalto a la comisaría del distrito 13) (1976), un suspenso de bajo presupuesto influenciado por las películas de Howard Hawks, en particular Río Bravo (1959), y George A. Romero y Night of the living dead (1968). Con un presupuesto de 100.000 dólares, al igual que con Dark Star, Carpenter fue el responsable de muchos aspectos de la creación de la película: escribió, dirigió y compuso la banda sonora y editó la película bajo el seudónimo de John T. Chance (el nombre del personaje que interpretaba John Wayne en Río Bravo). Carpenter ha dicho que él la considera su primera película de verdad ya que fue la primera ocasión en que filmó con un plan de rodaje. En esa película trabajó por primera vez con Debra Hill, quien jugó un lugar destacado en algunas de las películas más importantes de su trayectoria, y un elenco de experimentados pero relativamente desconocidos actores como Austin Stoker, que había aparecido previamente en películas de ciencia ficción, desastres y películas blaxploitation, y Darwin Joston, que había trabajado principalmente en la televisión y había sido vecino de Carpenter. Recibió posteriormente una revaluación crítica de los Estados Unidos donde en la actualidad generalmente se considera como una de las mejores películas exploitation de la década de 1970.

"Hoy en día está considerada como una de las más grandes películas de nuestro realizador, y es la primera que conoció un remake reciente, algo que, como ya hemos comentado, no solo no molesta a Carpenter, además se siente halagado. Fue una nada desdeñable película de Jean-François Richet, con Ethan Hawke, Gabriel Byrne, John Leguizamo y Laurence Fishburne como principales protagonistas. Carece de ese algo que hace a la primera película una experiencia tan extenuante y definitiva."
Adrián Massanet (Espinof, 2011) 

Su siguiente proyecto fue un telefilme de suspenso protagonizado por Lauren Hutton Someone's Watching Me! (Alguien me está espiando) (1978). Esta película para televisión cuenta la historia de una solitaria mujer trabajadora que, poco después de llegar a Los Ángeles, descubre que está siendo acosada por el vecino de enfrente. Considerada su "película perdida" es una obra que tuvo una discreta repercusión tras su emisión y en el que se percibe un homenaje a Rear Window (La ventana indiscreta) (1954) dirigida por Alfred Hitchcock.

"Voyeurismo urbano de cristal y acero. La colmena vertical se trasforma en un amenazante mural de ventanas, desde las que acecha un implacable y metódico psicópata.(...) En todo caso, se trata de un thriller modélico en cuanto a ritmo e intriga, a pesar de un par de detalles que desentonan dentro de esta destacada propuesta."
Manu Castro (La Sala Oscura, 2016) 

La primera película de Carpenter en obtener un importante éxito comercial, y ayudó a construir los cimientos del subgénero slasher del cine de terror, fue Halloween (La noche de Halloween) (1978). Protagonizada por Jamie Lee Curtis y Donald Pleasence en sus roles principales es un película de explotación que ha dado origen a una saga de películas y a un icono del género como Michael Myers que se ha prolongado hasta 2020. Originalmente fue una idea sugerida por el productor Irwin Yablans (titulada The Babysitter Murders) quien concibió una película sobre niñeras que eran amenazadas por un acosador. Carpenter tomó la idea y otra sugerencia de Yablans, que proponía su ambientación durante la noche de Halloween, y desarrolló la historia. El guion fue coescrito Debra Hill y Carpenter quien con posterioridad ha rechazado interpretaciones que la señalan como una alegoría sobre la virtud de la pureza sexual y el peligro de las relaciones sexuales ocasionales. La banda sonora, compuesta también por el director, se hizo muy popular admitiendo este su inspiración en las bandas sonoras de las películas Suspiria (1977), dirigida por Dario Argento con música de Goblin, y The Exorcist (El exorcista) (1973) dirigida por William Friedkin con música de Mike Oldfield. Con un presupuesto de 320.000 dólares logró recaudar más de 65 millones lo que la ha llevado a ser considerada una de las películas independientes más exitosas de todos los tiempos.

«La noche de Halloween nunca fue mi idea para la película. Mi idea era hacer una película sobre una antigua casa embrujada. Es cine de explotación 100%. Decidí hacer una película que me hubiera encantado haber visto cuando era niño, llena de trucos baratos, como la casa encantada en una feria, donde se puede caminar por el pasillo y las cosas te saltan a la cara. Se ha sugerido que estaba haciendo algún tipo de declaración moral. Créanme, no lo era. En Halloween yo veía a los personajes como adolescentes simplemente normales.»
John Carpenter (Chic Magazine, 1979) 

"Sólo recibió malas críticas. Sólo había una copia y por cada estreno, una mala crítica. Hasta que un periodista de Nueva York dijo que era una obra maestra. Y hasta hoy."
John Carpenter (Diario El Mundo, 2019) 

A final de la década comenzó la que sería la primera de varias colaboraciones de Carpenter con el actor Kurt Russell a quien dirigió en el telefilme Elvis (1979). Adaptación a televisión para la cadena ABC de fragmentos de la vida del cantante Elvis Presley la trama se centra en el recuerdo de aspectos de su vida pasada antes de comenzar una serie de conciertos que marcan su vuelta a los escenarios en Las Vegas. Pese a su producción para la exhibición en la pequeña pantalla en países como España llegó a estrenarse en salas cinematográficas.

"Desde su muerte Elvis ha sido retomado como objeto de culto cinematográfico.(...) Kurt Russell se puso en 1979 a las ordenes de su amigo John Carpenter en un magnífico producto televisivo llamado simplemente Elvis, que en muchos países (como España) acabo estrenándose en salas de cine"
Toni García (El País de las Tentaciones, 2011) 

### Años 1980: Éxitos comerciales sucesivos
La década comienza reproduciendo el éxito comercial conseguido por Halloween con el estreno de The Fog (La niebla) (1980), una historia de venganza fantasmal coescrita con Debra Hill inspirada en cómics de terror como Tales from the Crypt y en la película dirigida por Quentin Lawrence The Trollenberg Terror - The Crawling Eye (El ojo. La criatura de otro mundo) (1958) cuya trama muestra una serie de monstruos que se esconden en las nubes y dominan a los lugareños mediante el uso de poderes telepáticos. Con un reparto coral, entre los que destacan Adrienne Barbeau, Jamie Lee Curtis, Janet Leigh, John Houseman, Tom Atkins o Rob Bottin el proceso de producción fue complejo ya que, tras ver un primer montaje, no quedó satisfecho del resultado y por primera vez en su carrera tenía que encontrar una manera de salvar una película casi terminada que no cumplía con sus estándares. Con el fin de hacer la película más coherente y aterradora rodó metraje adicional que incluía una serie de nuevas escenas. A pesar de los problemas de producción, y de que las críticas fueron en su mayoría negativas, The Fog fue otro éxito comercial: con un presupuesto de 1 millón de dólares recaudó más de 21 millones solamente en Estados Unidos. Carpenter ha dicho que La niebla no es su película favorita pese a lo cual la considera «un clásico de terror de menor importancia». En la actualidad se considera una película de culto.

"Quería hacer una historia de fantasmas a la antigua usanza que nos transportara a nuestros miedos infantiles. Quería hacer una película al estilo de las producciones de Val Newton como Isle of the Dead (La isla de la muerte, 1945) o I Walked With a Zombie (Yo anduve con un zombie, 1945). Me encantan las películas de Lewton. Son muy oscuras, todo es sugerido y tiene esa aura de melodrama. Era un auténtico fan de ese tipo de cosas".
John Carpenter (SyFyWire, 2020) 

A esta película sucedió otro éxito Escape from New York (1997: Rescate en Nueva York) (1981) interpretado por Kurt Russel, Lee Van Cleef, Ernest Borgnine y Donald Pleasence. Cinta de acción y ciencia ficción ambientada en un futuro distópico, en el que la ciudad de Nueva York se ha transformado en una prisión perimetrada, la trama aborda cómo un antiguo veterano de la tercera guerra mundial es contratado para rescatar al presidente de los Estados Unidos cuando, tras un ataque, su avión es abatido y acaba en la ciudad. Su buena acogida comercial motivó una secuela, también dirigida por Carpenter, Escape from L.A. (2013: Rescate en L.A.) (1996).

"Pocas películas existen más puramente divertidas y trepidantes que 1997: Rescate en Nueva York (Escape From New York, 1981), definida por Carpenter como “la historia más lineal y rotunda que pude imaginar”, en la que el maestro volvía a indagar en su serena crítica a una sociedad demente, construyendo una parábola del militarismo y del estado policial en que se estaba convirtiendo Estados Unidos.(...) la inspiración inicial de Carpenter para esta película fue el clima de cinismo y de desencanto salvaje que sobrevino al caso Watergate. Pocas historias han sido tan duras con la figura del presidente de los Estados Unidos, no solo como figura institucional, sino como ser humano podrido y sin libertad de redención"
Adrián Massanet (Espinof, 2011) 

Su siguiente película, The Thing (La cosa) (1982), destaca por sus altos valores de producción, incluidos los innovadores efectos especiales de Rob Bottin, efectos visuales especiales del artista Albert Whitlock, una partitura musical de Ennio Morricone y un elenco que incluye a la estrella en ascenso Kurt Russell y respetados actores de carácter como Wilford Brimley, Richard Dysart, Charles Hallahan, Keith David y Richard Masur. The Thing fue distribuida por Universal Pictures. Adaptación de la película codirigida por Christian Nyby y Howard Hawks The Thing from Another World (El enigma de otro mundo) (1951) la versión de Carpenter, de cuyo guion se encargó Bill Lancaster, es más fiel a la novela corta escrita por John W. Campbell sobre la que se basaron ambas películas. The Thing forma parte de lo que Carpenter denominaría más tarde su "Trilogía apocalíptica" integrada por The Thing, Prince of Darkness (1987) e In the Mouth of Madness (1994) con finales tristes para los personajes. Es una película de terror explícito que no gustó al público en el verano de 1982, particularmente al haberse estrenado dos semanas antes E.T., el extraterrestre (1982) dirigida por Steven Spielberg que mostraba una imagen mucho más alegre de las visitas extraterrestres. En una entrevista Carpenter afirmó que el estreno de E.T., el extraterrestre podría haber sido en gran parte responsable de la mala acogida que tuvo la película. The Thing no funcionó demasiado bien a nivel comercial y fue el primer fracaso de Carpenter, aunque con los años terminaría siendo un filme de culto. En 2020 se confirmó la preparación de una nueva versión que ampliará las tramas de la película.

"Es un remake de un clásico de los años 50 dirigido por Howard Hawks, fue un enorme fracaso de crítica y taquilla que marcó la carrera del director durante el resto de la década, fue uno de los últimos grandes estrenos que dependía sobre todo de los efectos especiales realizados de manera analógica (se estrena, de hecho, el mismo año que Tron, la película que demostró el potencial de los efectos de animación digitales en el cine comercial), se convirtió con los años en una obra de culto y es hoy considerada como una de las mejores películas de ciencia-ficción y horror de la historia del cine".
Elisa Hernández (EfeEme, 2019) 

Poco después de terminar la postproducción de The Thing los estudios Universal le ofrecieron dirigir Firestarter (1984) basada en la novela de Stephen King. Carpenter contrató nuevamente a Bill Lancaster para adaptar la novela en un guion, que se completó a mediados de 1982. Carpenter tenía en mente a Burt Lancaster para el papel de Rainbird y a Jennifer Connelly, por aquel entonces una niña de 12 años, como Charly. Como The Thing había fracasado en taquilla Universal reemplazó a Carpenter por Mark L. Lester. En 2020 Universal volvió a anunciar una nueva versión de la película con guion de Scott Teems y dirigida por Keith Thomas.

"El territorio del monstruo era la sombra. Yo quería que se viera, sacarle a la luz. Por eso me irritó tanto cuando un grupo de neonazis se apropió de Están vivos y quisieron presentar la película como una imagen del control que los judíos ejercen en la sociedad. Parecía una broma. Es justo lo contrario. Mi cine siempre ha estado del lado de la clase trabajadora, de los perdedores, de los indios... Veo lo que está pasando ahora en mi país con Trump y me desespero. Pero, por otro lado, quiero creer que es transitorio. Soy optimista. El futuro será mejor."
John Carpenter (Diario El Mundo, 2019) 

Irónicamente la siguiente película de Carpenter, Christine (1983), era la adaptación de la novela homónima de Stephen King. La historia gira en torno a un nerd de secundaria, llamado Arnie Cunningham (Keith Gordon), que compra un coche de segunda mano que resulta tener poderes sobrenaturales. A medida que Cunningham restaura y arregla el coche se vuelve extrañamente obsesionado con él acarreando trágicas consecuencias. Christine funcionó comercialmente bien en su estreno en pantallas y fue bien acogida por los críticos pero Carpenter ha dicho que él dirigió la película porque era lo único que se le ofreció en aquel momento.

"No creo, bajo ningún concepto, que Christine sea una película insignificante. Divierte bastante, está realizada con gran profesionalidad, y posee, al menos, dos secuencias antológicas. Pero carece de la densidad del gran cine de Carpenter, el mismo que mientras se ríe de los géneros, o por lo menos los cuestiona, hace uso de ellos para proponer aventuras inolvidables en su fuerza narrativa y en su gozoso tenebrismo.(...) ni en la dirección de actores, ni en la planificación visual o el montaje, ni en el ritmo, se aprecia nada del director capaz de hacer maravillas con todo ello en su película inmediatamente anterior. Christine más parece dirigida por un principante aventajado pero tímido, que narrase con buenas maneras pero sin trascender nunca de la mera solvencia."
Adrián Massanet (EspinOf, 2011) 

Starman (Starman, el hombre de las estrellas) (1984) fue una película producida por Michael Douglas y Larry J. Franco cuyo guion, escrito por Bruce A. Evans y Raynold Gideon, fue bien recibido por Columbia Pictures que lo prefirió al de E.T., el extraterrestre (1982). Douglas eligió a Carpenter para ser el director debido a su reputación como director de acción que también puede transmitir emociones fuertes. Starman obtuvo críticas favorables por Los Angeles Times, New York Times y LA Weekly. El director la describió como una película que imaginó como una comedia romántica similar a It Happened One Night (Sucedió una noche) (1934), dirigida por Frank Capra e interpretada por Claudette Colbert y Clark Gable, pero con un extraterrestre. La película recibió nominaciones al Oscar -única vez en que esto ha sucedido en la trayectoria del director- y el Globo de Oro por la interpretación de Jeff Bridges de Starman, quien sí ganara el Premio Saturn por este papel, y también recibió una nominación al Globo de Oro a la mejor banda sonora compuesta por Jack Nitzsche.

"Aunque de algún modo se trata de la película más romántica o simplemente conmovedora de Carpenter hasta la fecha, su puesta en escena es cien por cien Carpenter, y hasta su personaje central, ese ente alienígena, tiene bastante que ver con algunos héroes carpenterianos"
Adrián Massanet (EspinOf, 2011) 

El final de la década supone el paulatino regreso a las producciones de bajo presupuesto tras la mala acogida de su comedia de acción Big Trouble in Little China (Golpe en la pequeña China) (1986). Aunque en la actualidad se considere una película de culto, e incluso exista un remake en el que no tuvo participación, la cinta fue un fracaso en taquilla recaudando durante su estreno 11 millones de dólares con un presupuesto de 25. Sería la película de mayor presupuesto en su trayectoria pero su fracaso comercial en salas de cine motivó que en el futuro le costara conseguir suficiente financiación para sus proyectos. Con un guion disparatado y repleto de secuencias transgresoras, escrito por Gary Goldman y David Z. Weinstein, reescrito por W. D. Richter, y retocado por Carpenter, la motivación principal según el director fue la hacer una gran gamberrada antes de que la edad o las imposiciones del mercado se lo impidieran.

(sobre el remake de Big Trouble in Little China) "Quieren una película con Dwayne Johnson, eso es lo que quieren. Así que, simplemente, cogieron ese título. No les importo una mierda ni yo ni mi película. Esa película no fue un éxito."
John Carpenter (Fotogramas, 2018) 

Volvió a proyectos de bajo presupuesto, como Prince of Darkness (El príncipe de las tinieblas) (1987), una película de terror interpretada por Donald Pleasence y Victor Wong con influencias de la serie de televisión de la BBC Quatermass. Con un plan de rodaje de 30 días la cinta, pese a abordar temas como el satanismo y las sectas religiosas y conceptos como el cosmicismo impulsado en las obras literarias de H. P. Lovecraft, obtuvo malas críticas que en general la consideran una obra menor dentro de su filmografía. Se trata de la segunda de las tres películas de la denominada "Trilogía del Apocalipsis" que incluyen a The Thing (La cosa) (1982) y In the Mouth of Madness (En la boca del miedo) (1994).

"En la extraordinaria y algo olvidada película pseudo-satánica de Carpenter no puede faltar una banda sonora llena de coros ominosos e invocaciones al maligno, aunque todo en el contexto minimalista, machacón y misterioso"
John Tones (EspinOf, 2017) 

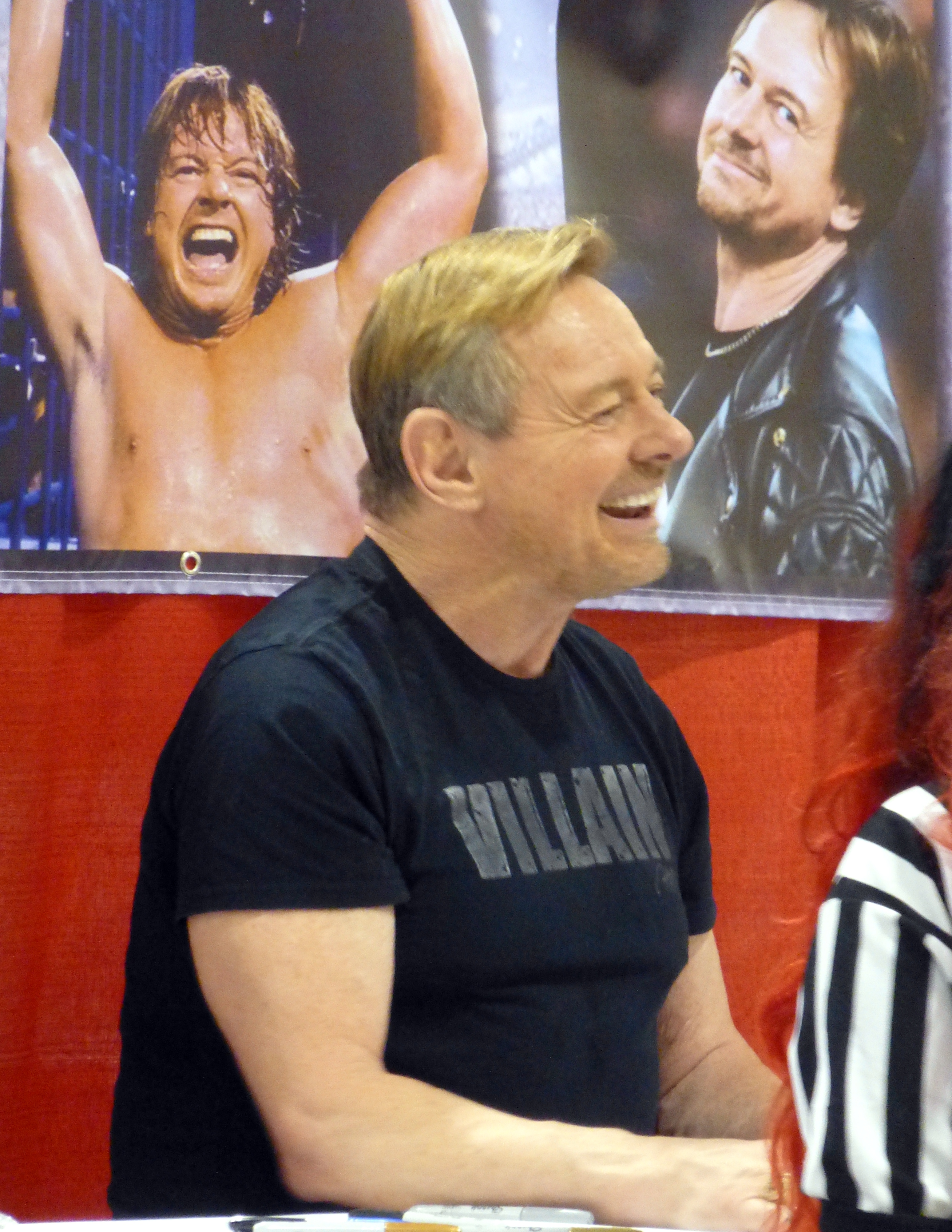
El luchador profesional, y ocasional actor en la película They Live, Roddy Piper

Su siguiente proyecto, They Live (Están vivos) (1988), captó nuevamente al público del cine de culto pero Carpenter no volvería a ser un considerado director de cine de masas en su trayectoria posterior. Cinta satírica de ciencia ficción y terror se trata de una denuncia del consumismo y el conformismo social en el que John Nada (Roddy Piper), un obrero recién llegado a Los Ángeles, encuentra por casualidad unas gafas que le permiten ver a las personas tal y como son. Gracias a esas gafas, que le revelan un mundo en blanco y negro, descubrirá que importantes personajes de la vida política y social son en realidad extraterrestres que han ido propagando mensajes subliminales con los que convertir a los hombres en una raza de esclavos. El guion fue realizado por el director y se basa en el relato corto Eight O'Clock in the Morning de Ray Nelson.

"Una película enormemente minimalista que ataca sin piedad el sistema de consumo entre otras cosas, retratando al ser humano como un auténtico borrego fácilmente influenciable y al que es fácil dominar siempre y cuando no piense por sí mismo, todo ello a partir de una muy original invasión alienígena"
Alberto Abuín (EspinOf, 2013) 

Carpenter también se ofreció para dirigir El Exorcista III en 1989 y se reunió con el escritor William Peter Blatty en el transcurso de una semana. Sin embargo ambos se enfrentaron por el clímax de la película y Carpenter declinó finalmente el proyecto. Blatty dirigió la película, que posteriormente se ha considerado una secuela controvertida, un año después. Carpenter dijo que, a pesar de que se peleaban por el final, hubo un mutuo respeto y hablaron sobre el interés que ambos compartían: la física cuántica.

(sobre Dario Argento) "Una tarde que estaba viendo una de sus películas pensé: ‘Dario es libre, hace lo que le da la gana’, y me dije: ‘Que les jodan’, voy a volcar ideas e imágenes terroríficas".
John Carpenter (Valencia Plaza, 2019) 

### Años 1990: Declive crítico y comercial
Durante la década de 1990 se produce un paulatino declive en la trayectoria de Carpenter con películas que obtienen pobre resultado en taquilla y malas críticas. Memoirs of an Invisible Man (Memorias de un hombre invisible) (1992), protagonizada por Chevy Chase y Sam Neill, es la última producción del director para un gran estudio. Body Bags (Bolsa de cadáveres) (1993), codirigido con Tobe Hooper y Larry Sulkis, es un telefilme que sigue la estela de películas de antología como Creepshow (1982). John Carpenter's Village of the Damned (El pueblo de los malditos) (1995), adaptación de la película homónima dirigida por Wolf Rilla en 1960 con Christopher Reeve y Kirstie Alley ha sido posteriormente criticada de manera positiva. Escape from L.A. (2013: rescate en L.A.) (1996), pese a ser la continuación de su exitosa película Escape from New York (1997: Rescate en Nueva York) (1981) interpretada por Kurt Russel el mismo actor de la original, no obtuvo tampoco los resultados esperados.

"La diversión está asegurada en 2013: rescate en L.A., y la ironía también, en esta gran aventura de Carpenter, la última de sus grandes películas, antes de que su talento se viera repentina, y dolorosamente, agotado. Digna y cínica seguidora de la gran primera parte, hay en ella un poso irresistible de mala leche y de ganas de pasarlo bien a toda costa. No es solamente muy recomendable, es una apuesta segura para los cínicos de máscara y los románticos de corazón"
Adrián Massanet (EspinOf, 2011) 

No obstante también se encuentran obras notables de esta década. El cierre de su denominada "Trilogía del Apocalipsis" es In The Mouth of Madness (En la boca del miedo) (1994) una película de terror, tenebrosa, que homenajea nuevamente al escritor estadounidense H. P. Lovecraft. La trama se centra en John Trent (Sam Neill), investigador de una compañía aseguradora, a quien se le asigna la misión de encontrar al escritor de best-sellers de terror Sutter Cane (Jürgen Prochnow) que ha desaparecido sin dejar rastro junto con los últimos capítulos de su próxima novela. Durante la búsqueda el investigador se introducirá, sin saberlo, en el mundo ficticio creado por el escritor.

"Gran cine de género, que emplea elementos arquetípicos del cine de terror, pero con gran astucia e inteligencia, de modo que parecen nuevos y cumplen sobradamente su objetivo: angustiar al espectador."
Adrián Massanet (EspinOf, 2011) 

Pese a su amplia trayectoria en el cine de terror y ciencia ficción no sería hasta 1998 cuando John Carpenter dirigiera su primera película dedicada a los vampiros: John Carpenter's Vampires (Vampiros) (1998). Basada en la novela Vampire' de John Steakley, con guion de Don Jacoby, está protagonizada por James Woods como el líder de una banda de cazadores de vampiros ayudada por la Iglesia católica. Se trata de su película más exitosa de la década y una suerte de mezcla de géneros como el western, el cine de carretera y una revisión de las convenciones clásicas del género.

"Lo único que convenció a Carpenter de hacerse cargo de la realización de Vampiros es precisamente la posibilidad de realizar un western de horror. El resultado es un vibrante relato lleno de horror, humor y hasta amor que nos devuelve al mejor Carpenter, cargado de ironía, mala leche y en plena forma narrativa"
Alberto Abuín (EspinOf, 2011) 

### Años 2000: Semirretiro
A partir del año 2000 los proyectos de John Carpenter han sido más esporádicos pero su figura y reconocimiento como cineasta han sido objeto de análisis y experimentado una revitalización.

"Que el director de películas como La noche de Halloween, 1997: Rescate en Nueva York o Vampiros reciba el premio y tratamiento que antes obtuvieron en el mismo escenario y ante idéntico público (o casi) gente como Agnès Varda, Clint Eastwood o, el año pasado, Martin Scorsese antes que síntoma de nada extraordinario se antoja simple sensatez. Y así quiso dejarlo claro un Cannes entregado al director, a la causa y a La cosa, la película de 1982 que se proyectó como antesala de todo lo demás. Hablamos del remake de la cinta de Howard Hawks que, de la mano de unos tan espectaculares como imperecederos efectos especiales, no sólo sigue siendo capaz de retener el aliento del espectador con una perfecta y gélida administración de la fiebre sino que, y esto es más importante, consiguió leer la incertidumbre de su tiempo hasta convertirse en manifiesto político y perfecta lectura del estado de ánimo e imaginario común."
Luis Martínez (Diario El Mundo, 2019) 

La primera película de la nueva década fue Ghosts of Mars (Fantasmas de Marte) (2001) cinta de terror y acción ambientada en Marte. Un grupo de policías debe trasladar a un peligroso criminal desde una colonia minera para descubrir que sus habitantes han sido poseídos por una suerte de espíritus y fuerzas primigenias del territorio que buscan la muerte de sus invasores. Obtuvo pobres críticas, y sólo recuperó aproximadamente 14 millones de dólares en taquilla, la mitad del presupuesto.

"Olvidable, paupérrima, aburrida película de Carpenter, que intentó una película de acción apasionante, y no le salió por ningún lado. Aplastante fracaso crítico y económico. Hoy día nadie se acuerda de ella, salvo los que hemos seguido su carrera. La mayoría, como yo, lamentándola, unos pocos, defendiéndola a sangre y fuego. Lo mejor es olvidarla y regresar a sus grandes triunfos narrativos."
Adrián Massanet (EspinOf, 2011) 

En 2005 se hicieron sendos remakes de Assault on Precinct 13 (Asalto al distrito 13), dirigida por Jean-François Richet e interpretada por Laurence Fishburne y Ethan Hawke, y The Fog (Terror en la niebla) (2005) dirigida por Rupert Wainwright e interpretada por Tom Welling y Maggie Grace. En este último caso la cinta estuvo producida por Carpenter, aunque en una entrevista él definía su participación como: «Yo vengo a saludar a todo el mundo. Luego me voy a casa».
En 2007 el cineasta Rob Zombie escribió, produjo y dirigió Halloween (Halloween: el origen) (2007) una reimaginación de la película de 1978 dirigida por Carpenter. La película sigue la trama original, con el personaje de Michael Myers acechando a Laurie Strode y sus amigos en una noche de Halloween, bajo un nuevo prisma elaborado por Zombie. Su buena acogida comercial motivó que tuviera una secuela dos años después, titulada Halloween II (H2) (2009) que, en esta ocasión, no se basa en la trama mostrada en Halloween II (1981) sino que prosigue los acontecimientos de Halloween (2007). En su momento hubo discrepancias entre Carpenter y Zombie, por unos comentarios de este último que daban a entender que la recepción de Carpenter al proyecto no había sido buena, cosa desmentida por el cineasta. Finalmente ambos indicaron que su situación personal y el conflicto había quedado solucionado.

"A todos los fascinados con la disputa JC/RZ, son noticias viejas. Hablamos el domingo, hemos enterrado el hacha de guerra. Olvidémoslo."
John Carpenter (Fotogramas, 2016) 

Después de Ghosts of Mars (Fantasmas de Marte) (2001) John Carpenter se involucra en la serie de televisión Masters of Horror (Maestros del terror) (2005-2007) impulsada por el cineasta estadounidense Mick Garris en un intento por reunir en una serie a los mejores artífices del género de terror. En esta serie de antología de dos temporadas, además de Carpenter, participaron realizadores como Tobe Hooper, Dario Argento, Joe Dante, John Landis o Takashi Miike.

"Es realmente divertida la forma en que comenzaron estos proyectos. El documental de televisión llamado Masters of Horror (presentado por Bruce Campbell), sobre George Romero, Tobe Hooper, Wes Craven, John Carpenter, Guillermo Del Toro y yo, y un montón de directores de películas de terror. Mick Garris llamó a todos y dijo: '¡Oye, deberíamos cenar y llamarlo la" Cena de los Maestros del Horror!' Así que nos conocimos en el Valle el año pasado: Guillermo, Tobe, yo mismo, Sam Raimi y Carpenter, David Cronenberg estuvo allí una vez ... un montón de gente, y fue muy divertido, porque hacíamos el tonto diciendo: '¡Los Maestros del Horror desean toman café!' o'¡Los Maestros del Horror desean el postre!'."
John Landis (EspinOf, 2020) 

En la primera temporada Carpenter dirigió el episodio Cigarette Burns (El fin del mundo en 35mm) (2005) que participó a concurso en la sección oficial Fantastic en el Festival de Cine de Sitges. Su trama muestra al encargado de un cine que tiene un sobresueldo buscando cintas cinematográficas originales y extravagantes para gente rica. Obtuvo críticas mayoritariamente positivas y reacciones igualmente positivas de los aficionados muchos de los cuales lo consideran comparable a sus clásicos de terror anteriores. En la segunda temporada dirigió el episodio Pro-life (Pro-vida) (2006) sobre una joven que es violada y embarazada por un demonio y quiere abortar, pero es detenida por su padre, fanático religioso, y sus tres hermanos.

"Con un ritmo perfecto, y sólo achacable el hecho de que cierta llamada telefónica esté demasiada forzada, Carpenter nos relata ese infernal viaje con una elegancia y sobriedad dignas de su mejor cine, y logrando algo verdaderamente difícil con una historia de estas características, arriesgada hasta la saciedad: que sea totalmente creíble. De esa credibilidad nace nuestro propio miedo en un film originalísimo, en el que además se pueden hacer varias lecturas, yendo desde la obsesión que todo cinéfilo ha sentido alguna vez por una película que no daba encontrado, hasta el retrato de la violencia como si de un relato de Lovecraft se tratase."
Alberto Abuín (sobre Cigarrete Burns en EspinOf, 2007) 

En febrero de 2009, se anunció que Carpenter había planeado un nuevo proyecto, titulado The Ward (Encerrada) (2010) protagonizado por Amber Heard. Un año más tarde se estrenó esta cinta de terror y suspenso en la que una joven es internada en un psiquiátrico y comienza a ver el espíritu de otra chica por las noches. Es su primer largometraje desde Ghosts of Mars (Fantasmas de Marte) (2001) y se estrenó en el Festival Internacional de Cine de Toronto el 13 de septiembre de 2010.

"No deja de llamarme la atención que en estos tiempos en los que directores consagrados, y otros que no lo son tanto, se entregan con cariño a ejercicios de revisitación cinéfila en sus obras, alguien como John Carpenter haya elegido una película como The Ward para volver a sentarse en la silla de director, sin contar evidentemente sus dos episodios —uno excepcional, el otro un poco torpe— para la serie Masters of Horror. Y digo esto porque en The Ward hay bastante del cine de los 60, cuando el subgénero de terror psicológico —expuesto por Hitchcock, y continuado por el cine británico, con gente como Jack Clayton o la mítica Hammer— inundó las salas de entonces."
Alberto Abuín (EspinOf, 2012) 

El 10 de octubre de 2010 el director recibió el premio Lifetime desde el Freak Show Horror Film Festival.
La Quincena de Realizadores del Festival de Cannes de 2019 le rindió un homenaje por toda su carrera entregándole el premio Carroza de Oro tras la proyección de The Thing (1982) que fue la película seleccionada por el director.

"No tengo nada programado, pero estoy trabajando en cosas. He hecho muchas películas y me quemé y tuve que parar un tiempo. Tengo que tener una vida. Mis circunstancias tendrían que corregirse para hacerlo de nuevo. Me gustaría hacer una pequeña película de terror o una de aventura. Un proyecto que tuviera el presupuesto adecuado. Hoy en día hacen a los jóvenes directores rodar pelis por dos millones de dólares. cuando la película está escrita para ser de 10 millones. Así que tienes que exprimirlo todo y yo no quiero hacer eso más."
John Carpenter (Cinemania, 2019) 

## Técnica cinematográfica

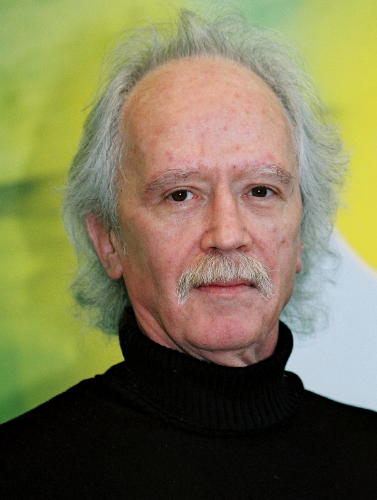
John Carpenter (2001)

La técnica de John Carpenter se caracteriza por el uso de una iluminación minimalista y por sus encuadres, mostrando una gran capacidad técnica, además de por el empleo de Steadicam. Claro defensor de la filmación de pantalla panorámica todas sus películas (con la excepción de Dark Star y The Ward) fueron filmadas en anamórfico con una relación de aspecto de 2,35:1 o mayor. The Ward se rodó en Super 35 primera vez que ha utilizado ese formato. Carpenter ha declarado que considera el formato de 35mm anamórfico Panavision "el mejor sistema de películas que hay", por encima del cine digital y 3D.

"En la Escuela de Cine me dijeron que teníamos que luchar por nuestra propia visión, así que siempre he protegido mis películas. Me he peleado para que no les pusieran sus manos encima, porque en EE.UU. no quieren que los autores seamos los dueños de nuestras obras. La lucha es dura."
John Carpenter (Valencia Plaza, 2019) 

La música, distintiva y de composición propia, se basa en el uso de sintetizadores con acompañamiento de piano y un estilo atmosférico. A lo largo de su trayectoria hay algunas excepciones como las bandas sonoras de The Thing (La cosa) (1982), compuesta por Ennio Morricone, Starman (Starman, el hombre de las estrellas) (1984), obra de Jack Nitzsche, Memoirs of an Invisible Man (Memorias de un hombre invisible) (1992), realizada por Shirley Walker, y The Ward (Encerrada) (2010) de Mark Kilian. Sin embargo ha compuesto la banda sonora de todas sus películas, algunas en colaboración con otros compositores, siendo las más populares las de Assault on Precinct 13 (Asalto a la comisaría del distrito 13) (1976) y, especialmente, Halloween (1978).

(sobre Ennio Morricone) "Yo no hablaba italiano y él no hablaba inglés, así que hablábamos el idioma de la música. Es un majestuoso compositor."
John Carpenter (Valencia Plaza, 2019) 

Su cine está influenciado por directores como Howard Hawks, Alfred Hitchcock, Nigel Kneale y Orson Welles y, en sus tramas y estilo de mostrar el terror y la ciencia ficción, en series y películas de antología de ciencia ficción y terror como Twilight Zone: The Movie (1983).

## Legado

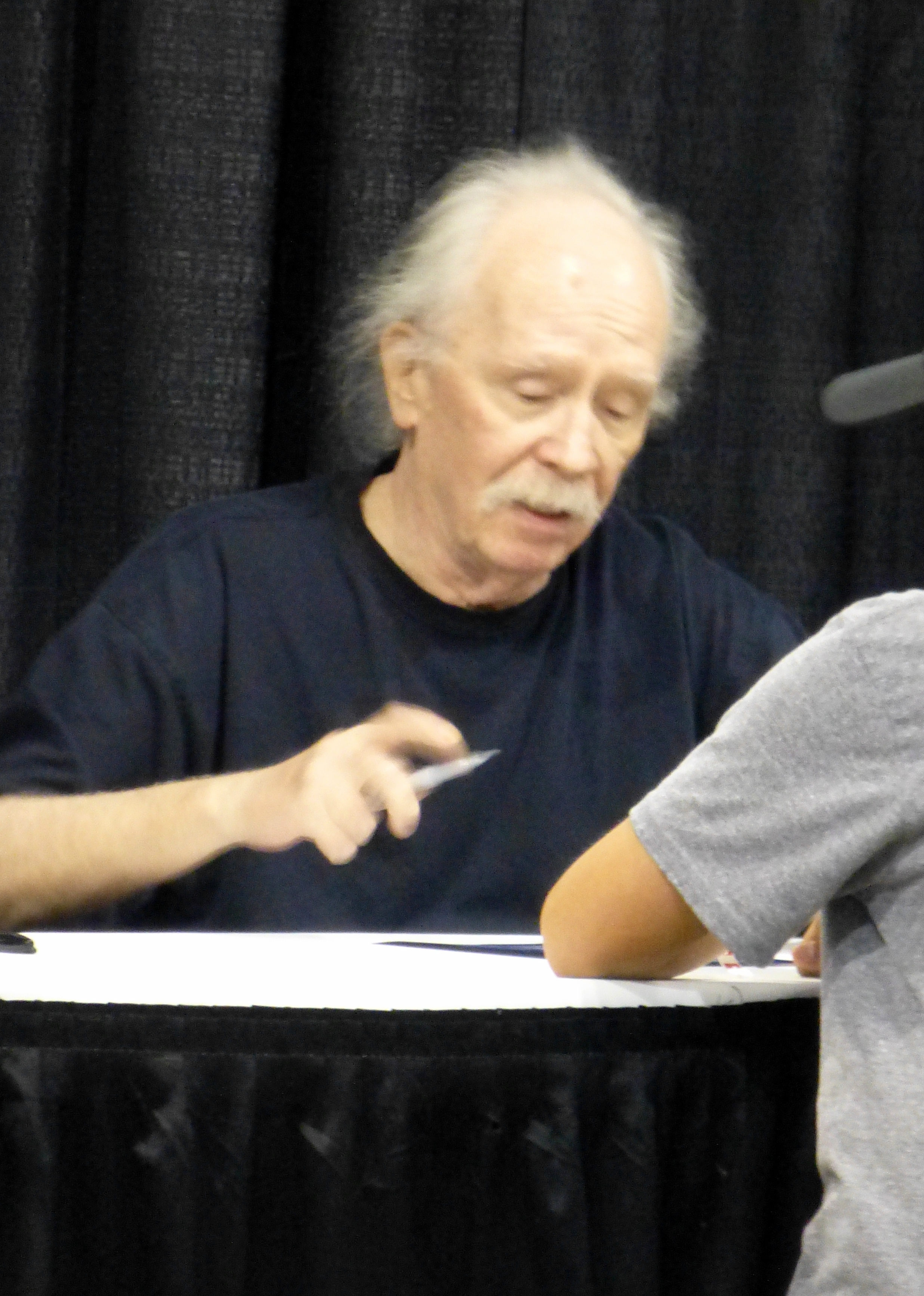
John Carpenter (2014)

Muchas de las películas de Carpenter han sido posteriormente reeditadas en formato doméstico, inicialmente en VHS y posteriormente en DVD, incluyendo ediciones especiales con numerosos contenidos extra. Ejemplos de este tipo son las ediciones de coleccionista de Halloween, Escape From New York, Christine, The Thing, Assault on Precinct 13, Big Trouble in Little China o The Fog. Algunos fueron reeditados con una nueva transferencia widescreen anamórfico. En el Reino Unido varias de las películas de Carpenter se han editado en DVD con comentarios de audio de Carpenter y sus estrellas (They Live, con el actor/luchador Roddy Piper, Starman con el actor Jeff Bridges y el Príncipe de las Tinieblas con el actor Peter Jason).
Carpenter ha sido el tema del documental John Carpenter: el hombre y sus películas (2004) y de una retrospectiva de la American Cinematheque (2002). 
En 2006 la Biblioteca del Congreso de los Estados Unidos consideró Halloween "culturalmente significativa" y la seleccionó para la preservación en el Registro Nacional de Cine.
En 2010 el escritor y actor Mark Gatiss entrevistó a Carpenter sobre su carrera y películas para su serie documental de la BBC A History of Horror. Carpenter aparece en los tres episodios de la serie.

## Vida personal
John Carpenter ha estado casado en dos ocasiones. La primera fue con la actriz Adrienne Barbeau a quien conoció durante el rodaje de su telefilme Someone's Watching Me! (1978). La pareja estuvo casada entre 1979 y 1984. Durante esos años Barbeau protagonizó The Fog (La niebla) (1980) y también formó parte del reparto de Escape from New York  (1997: Rescate en Nueva York) (1981). La pareja tuvo un hijo, John Cody Carpenter, nacido el 7 de mayo de 1984.
Su segundo matrimonio, desde 1990 hasta la actualidad, ha sido con la productora Sandy King. King produjo varios largometrajes posteriores del director, incluyendo They Live (Están vivos) (1988), In the Mouth of Madness (En la boca del miedo) (1994), Escape from L.A. (2013: rescate en L.A.) (1996) y Ghosts of Mars (Fantasmas de Marte de John Carpenter) (2001). King también trabajó como supervisora de guion de algunas de estas películas así como de película previas como Starman (Starman, el hombre de las estrellas) (1984), Big Trouble in Little China (Golpe en la pequeña China) (1986) o Prince of Darkness (El príncipe de las tinieblas) (1987). 
Carpenter apareció en un episodio la serie sobre animales icónicos Animal Planet titulado "It Came from Japan" donde habló de su amor y admiración por la película original de Godzilla.
Es también un conocido partidario de los videojuegos y las artes electrónicas como medio de comunicación y expresión artística.

## Filmografía

### Cortometrajes
- Revenge of the Colossal Beasts (1962)
- Terror from Space (1963)
- Warrior and the Demon (1969)
- Sorceror from Outer Space (1969)
- Gorgo versus Godzilla (1969)
- Gorgon, the Space Monster (1969)

### Cine
- Dark Star (1974)
- Asalto a la comisaría del distrito 13 (1976)
- Halloween (1978)
- La niebla (1980)
- Escape from New York  (1981)
- The Thing (1982)
- Christine (1983)
- Starman, el hombre de las estrellas (1984)
- Big Trouble in Little China (1986)
- Prince of Darkness (1987)
- They Live (1988)
- Memorias de un hombre invisible (1992)
- In the Mouth of Madness (1994)
- El pueblo de los malditos (1995)
- Escape from L.A. (1996)
- John Carpenter's Vampires (1998)
- Ghosts of Mars (2001)
- The Ward (2010)

### Televisión
- Someone's Watching Me! (1978)
- Elvis (1979)
- Bolsa de cadáveres (1993)
- El fin del mundo en 35 mm (2005, para la serie Masters of Horror)
- Pro-vida (2006, para la serie Masters of Horror)

## Colaboradores habituales
| Actor                | Dark Star (1974) | Assault on Precinct 13 (1976) | Halloween (1978) | Someone's Watching Me! (1978) | Elvis (1979) | The Fog (1980) | Escape from New York (1981) | The Thing (1982) | Christine (1983) | Starman (1984) | Big Trouble in Little China (1986) | Prince of Darkness (1987) | They Live (1988) | Memoirs of an Invisible Man (1992) | Body Bags (1993) | In the Mouth of Madness (1995) | Village of the Damned (1995) | Escape from L.A. (1996) | Vampires (1998) | Ghosts of Mars (2001) | Total |
| -------------------- | ---------------- | ----------------------------- | ---------------- | ----------------------------- | ------------ | -------------- | --------------------------- | ---------------- | ---------------- | -------------- | ---------------------------------- | ------------------------- | ---------------- | ---------------------------------- | ---------------- | ------------------------------ | ---------------------------- | ----------------------- | --------------- | --------------------- | ----- |
| Tom Atkins           |                  |                               |                  |                               |              | No             | No                          |                  |                  |                |                                    |                           |                  |                                    |                  |                                |                              |                         |                 |                       | 2     |
| Adrienne Barbeau     |                  |                               |                  | No                            |              | No             | No                          | (voz)            |                  |                |                                    |                           |                  |                                    |                  |                                |                              |                         |                 |                       | 4     |
| Susan Blanchard      |                  |                               |                  |                               |              |                |                             |                  |                  |                |                                    | No                        | No               |                                    |                  |                                |                              |                         |                 |                       | 2     |
| Dirk Blocker         |                  |                               |                  |                               |              |                |                             |                  |                  | No             |                                    | No                        |                  |                                    |                  |                                |                              |                         |                 |                       | 2     |
| Robert Carradine     |                  |                               |                  |                               |              |                |                             |                  |                  |                |                                    |                           |                  |                                    | No               |                                |                              | No                      |                 | No                    | 3     |
| Nick Castle          | No               |                               | No               |                               |              |                | No                          |                  |                  |                |                                    |                           |                  |                                    |                  |                                |                              |                         |                 |                       | 3     |
| Jamie Lee Curtis     |                  |                               | No               |                               |              | No             | (voz)                       |                  |                  |                |                                    |                           |                  |                                    |                  |                                |                              | (voz)                   |                 |                       | 4     |
| Charles Cyphers      |                  | No                            | No               | No                            | No           | No             | No                          |                  |                  |                |                                    |                           |                  |                                    |                  |                                |                              |                         |                 |                       | 6     |
| Keith David          |                  |                               |                  |                               |              |                |                             | No               |                  |                |                                    |                           | No               |                                    |                  |                                |                              |                         |                 |                       | 2     |
| Frank Doubleday      |                  | No                            |                  |                               |              |                | No                          |                  |                  |                |                                    |                           |                  |                                    |                  |                                |                              |                         |                 |                       | 2     |
| Dennis Dun           |                  |                               |                  |                               |              |                |                             |                  |                  |                | No                                 | No                        |                  |                                    |                  |                                |                              |                         |                 |                       | 2     |
| George Buck Flower   |                  |                               |                  |                               |              | No             | No                          |                  |                  | No             |                                    |                           | No               |                                    | No               |                                | No                           |                         |                 |                       | 6     |
| Pam Grier            |                  |                               |                  |                               |              |                |                             |                  |                  |                |                                    |                           |                  |                                    |                  |                                |                              | No                      |                 | No                    | 2     |
| Season Hubley        |                  |                               |                  |                               | No           |                | No                          |                  |                  |                |                                    |                           |                  |                                    |                  |                                |                              |                         |                 |                       | 2     |
| Jeff Imada           |                  |                               |                  |                               |              |                |                             |                  |                  |                | No                                 |                           | No               |                                    |                  |                                |                              | No                      |                 |                       | 3     |
| Peter Jason          |                  |                               |                  |                               |              |                |                             |                  |                  |                |                                    | No                        | No               |                                    | No               | No                             | No                           | No                      |                 | No                    | 7     |
| Darwin Joston        |                  | No                            |                  |                               |              | No             |                             |                  |                  |                |                                    |                           |                  |                                    |                  |                                |                              |                         |                 |                       | 2     |
| Stacy Keach          |                  |                               |                  |                               |              |                |                             |                  |                  |                |                                    |                           |                  |                                    | No               |                                |                              | No                      |                 |                       | 2     |
| Al Leong             |                  |                               |                  |                               |              |                |                             |                  |                  |                | No                                 |                           | No               |                                    |                  |                                |                              | No                      |                 |                       | 3     |
| Donald Li            |                  |                               |                  |                               |              |                |                             |                  |                  |                | No                                 |                           |                  | No                                 |                  |                                |                              |                         |                 |                       | 2     |
| Nancy Loomis         |                  | No                            | No               |                               |              | No             |                             |                  |                  |                |                                    |                           |                  |                                    |                  |                                |                              |                         |                 |                       | 3     |
| Sam Neill            |                  |                               |                  |                               |              |                |                             |                  |                  |                |                                    |                           |                  | No                                 |                  | No                             |                              |                         |                 |                       | 2     |
| Robert Phalen        |                  |                               | No               | No                            |              |                |                             |                  |                  | No             |                                    |                           |                  |                                    |                  |                                |                              |                         |                 |                       | 3     |
| Donald Pleasence     |                  |                               | No               |                               |              |                | No                          |                  |                  |                |                                    | No                        |                  |                                    |                  |                                |                              |                         |                 |                       | 3     |
| Kurt Russell         |                  |                               |                  |                               | No           |                | No                          | No               |                  |                | No                                 |                           |                  |                                    |                  |                                |                              | No                      |                 |                       | 5     |
| Harry Dean Stanton   |                  |                               |                  |                               |              |                | No                          |                  | No               |                |                                    |                           |                  |                                    |                  |                                |                              |                         |                 |                       | 2     |
| Nancy Stephens       |                  |                               | No               |                               |              |                | No                          |                  |                  |                |                                    |                           |                  |                                    |                  |                                |                              |                         |                 |                       | 2     |
| Cary-Hiroyuki Tagawa |                  |                               |                  |                               |              |                |                             |                  |                  |                | No                                 |                           |                  |                                    |                  |                                |                              |                         | No              |                       | 2     |
| David Warner         |                  |                               |                  |                               |              |                |                             |                  |                  |                |                                    |                           |                  |                                    | No               | No                             |                              |                         |                 |                       | 2     |
| Victor Wong          |                  |                               |                  |                               |              |                |                             |                  |                  |                | No                                 | No                        |                  |                                    |                  |                                |                              |                         |                 |                       | 2     |

## Premios y distinciones
Festival Internacional de Cine de Cannes
| Año  | Categoría     | Película | Resultado |
| ---- | ------------- | -------- | --------- |
| 2019 | Carrosse d'Or | -        | Ganador   |